# Aconitum laeve
Aconitum laeve är en ranunkelväxtart som beskrevs av John Forbes Royle. Aconitum laeve ingår i släktet stormhattar, och familjen ranunkelväxter. Utöver nominatformen finns också underarten A. l. curvipilosum.